# Zombory-Moldován Béla
Zombory-Moldován Béla (Munkács, 1885. április 20. – Balatonfüred, 1967. augusztus 20.) magyar festő, tanár.

## Életútja
A Képzőművészeti Főiskolán Hegedűs László, Székely Bertalan és Ferenczy Károly voltak a mesterei. Tanulmányait Németországban, Olaszországban, Franciaországban és Belgiumban folytatta. 1909-től a Székesfővárosi Iparrajziskola tanára, 1920-tól 1948-ig igazgatója volt. Kezdetben ifjúsági könyvek illusztrálásával foglalkozott, később áttért az arcképfestésre, továbbá tájképfestészettel, csendéletfestéssel is foglalkozott. Rézkarcokat is készített. A második világháború után a Balatonról, a Balaton-felvidék tájainak műemlékeiről készültek akvarelljei. 1913 és 1947 között rendszeresen vett részt kiállításokon. Több festményét Hollandiában és Angliában vásárolták meg.

## Ismertebb képei

### Arcképek
- Glattfelder Gyula csanádi püspök
- Thoroczkai Wigand Ede műépítész
- Bory Jenő szobrászművész
- Pásztor János szobrászművész
- Siklódi Lőrinc szobrászművész
- Lux Elekné
- az első sztahanovista mozdonyvezető portréja

### Egyéb festményei
- Keresztrakók
- Dudis Tomi

### Freskói
- Szent István-oltárkép (Bp., Ciszterciták temploma)
- Szent Gellért vértanúsága (Bp., Patrona Hungariae Gimn.)

## Közéleti szerepvállalása
- Alapító tagja és ügyvezető igazgatója volt a Magyar Arcképfestők Társaságának.
- Tagja volt az Országos Magyar Képzőművészeti Társulatnak.
- Főtitkára volt a Magyar Képzőművészeti Egyesületnek.
- Alapító tagja a Fészek Klubnak.

## Díjai, elismerései
- Tolnai-díj (1919)
- Barcelona ezüstérem (1929)
- Rökk-díj (1932)
- Balló-díj (1935)
- Ráth-díj (1936)